# Trichorhina squamata
Trichorhina squamata är en kräftdjursart som beskrevs av Karl Wilhelm Verhoeff 1926A. Trichorhina squamata ingår i släktet Trichorhina och familjen myrbogråsuggor. Inga underarter finns listade i Catalogue of Life.